# Antiviral

Aciclovir, un ejemplo de antiviral análogo de nucleósidos de guanosina utilizado como tratamiento de la infección por algunos VHS.

Un antiviral o antivírico es un tipo de fármaco usado para el tratamiento de infecciones producidas por virus. Tal como el antibiótico (específico para bacterias), existen antivirales específicos para distintos tipos de virus. No sin excepciones, son relativamente inocuos para el huésped, por lo que su aplicación es relativamente segura. Deben distinguirse de los viricidas, que son compuestos químicos que destruyen las partículas víricas presentes en el ambiente. Existen diferentes antivirales para tratar.

## Descripción
Muchos de los antivirales disponibles son diseñados para ayudar el tratamiento del VIH (virus del sida), Herpesviridae, productores de la varicela, el herpes labial, el herpes genital, etc., y los virus de la hepatitis B y C, que pueden causar cáncer de hígado. Los investigadores están trabajando actualmente para extender el rango de antivíricos a otras familias de patógenos. 

### Historia
La aparición de los antivirales fue producto de la expansión en el conocimiento de la genética y estructura molecular de los organismos, y de los virus en particular. Los investigadores biomédicos llegaron a entender la estructura y funciones de los virus, lo cual, en conjunto con el avance en las técnicas de síntesis de nuevas drogas y la presión del cuerpo médico para disponer de más y mejores medios terapéuticos para combatir las infecciones virales que se hacen extraordinariamente severas en pacientes inmunocomprometidos, como los que padecen de sida, resultó en la elaboración de estos fármacos.
La medicina científica y práctica tiene una variedad de herramientas efectivas, desde antisépticos a anestésicos pasando por vacunas y antibióticos. Un campo en el que la medicina ha sido tradicionalmente débil, sin embargo, es en encontrar medicamentos para tratar infecciones víricas. Por seguridad, vacunas altamente efectivas se han desarrollado para prevenir tales enfermedades, pero tradicionalmente, cuando alguien cae enfermo con un virus, había poco que hacer sino recomendar descanso y beber líquidos hasta que la enfermedad siguiera su curso.
Los primeros antivirales experimentales se desarrollaron en la década de los 60, la mayoría para atacar a los virus herpes (VHH), los cuales se consiguieron con la metodología «ensayo-error».
Sin embargo, después de mediados de la década de los 80, el escenario cambió drásticamente. Se desarrollaron docenas de tratamientos antivirales que siguen estando disponibles hasta ahora.
Los virus están compuestos de material genético y, a veces, de algunas enzimas, envueltas por una cápsula hecha de proteína, y rara vez, cubierta por una capa lipídica. Los virus no se pueden reproducir por sí mismos y se propagan secuestrando células para que hagan el trabajo por ellos.
Para desarrollar los primeros antivirales, los investigadores cultivaron poblaciones de células y las infectaron con los virus objetivo. Entonces se introdujeron sustancias químicas y, las que parecían tener un efecto, se seleccionaron para un estudio mayor.
Este procedimiento de ensayo y error consumía mucho tiempo, y en ausencia de un buen conocimiento de cómo funciona el virus objetivo, no es muy efectivo para el descubrimiento de antivíricos que tengan pocos efectos secundarios. No fue sino hasta los años 1980, cuando comenzaron a ser descritas las secuencias genéticas completas de los virus, que los investigadores empezaron a aprender su funcionamiento en detalle y exactamente qué tipo de moléculas se necesitaban para atacar la estructura de los virus.
La idea general detrás del diseño de los antivíricos modernos es identificar las proteínas virales, que pueden ser debilitadas. Estos «objetivos» deberían ser generalmente distintas proteínas o partes de proteínas en los humanos, para reducir la probabilidad de los efectos secundarios. Los objetivos deberían ser comunes para muchas variedades de un virus o incluso entre diferentes especies de virus en la misma familia, de tal manera que un único medicamento tendría una alta efectividad. Por ejemplo, un investigador puede tener como objetivo una enzima crítica sintetizada por un virus, pero no el paciente, que es una variedad común y se ve que puede interferir en su operación.
Una vez que se han identificado los objetivos, se pueden elegir los medicamentos candidatos, de los medicamentos ya conocidos que tengan efectos apropiados o designando el candidato a nivel molecular con la ayuda de una computadora y un programa de diseño.
En ambos casos, los candidatos pueden ser sintetizados tapando el gen que sintetiza esa proteína en bacterias u otro tipo de células, Las bacterias o las células son cultivadas para la producción en masa de las proteínas, que pueden ser seleccionadas por tecnologías de «ocultación rápida» para ver qué candidatos son más efectivos.

## Estrategias de diseño de sustancias antivirales
Los investigadores trabajando en tales estrategias de «diseño de fármacos» para desarrollar antivíricos han intentado atacar a los virus en todas las etapas de su ciclo de vida. Los ciclos de vida víricos pueden variar dependiendo de las especies de los mismos, pero todos comparten un patrón general:
- Liberación de genes virales y posiblemente enzimas en la célula huésped.
- La replicación de componentes virales utilizando maquinaria huésped-célula.
- El ensamblado de componentes virales en partículas víricas completas.
- Liberación de partículas víricas para infectar nuevas células huésped.

El mejor momento para atacar a un virus es tan pronto como sea posible en su ciclo de vida. En cierto sentido, esto es exactamente lo que hacen las vacunas. Las vacunas tradicionalmente consisten en una versión muerta o debilitada de un patógeno, aunque más recientemente las vacunas «de subunidades» han sido diseñadas y consisten estrictamente en vacunas que tienen cómo objetivo las proteínas de los patógenos. Estimulan el sistema inmune sin hacer daños serios al huésped y así, cuando el patógeno real ataca al sujeto, el sistema inmune responde rápidamente y los bloquea.
Las vacunas tienen un excelente historial de efectividad, pero son de uso limitado en el trato de pacientes que ya han sido infectados. Por ello aparecen los antivirales.
Un enfoque es interferir con la habilidad del virus para ingresar a la célula. El virus debe realizar una secuencia de acciones para lograrlo, comenzando por unirse a un receptor específico en la superficie de la célula hospedera y terminando por el denudamiento de la cápside del virus dentro de la célula y la liberación del genoma viral. Aquellos virus con manto lipídico necesitan, además, fusionar dicho manto con la membrana de la célula objetivo, o con una vesícula que los introduzca a la célula, antes de poder denudarse (viropexia).
Esta etapa de la replicación viral puede inhibirse de dos maneras:
1. Usando agentes similares a las proteínas asociadas a virus (VAP), que compiten con ellas por los receptores en las membranas celulares. Pueden ser anticuerpos antiidiotipo, anticuerpos antirreceptor, o ligandos naturales para los anticuerpos contra receptor y antirreceptor de las proteínas asociadas al virus.
2. Usando agentes similares al receptor, que se unen a las proteínas virales. Pueden ser anticuerpos antiproteínas virales, anticuerpos de receptor antiidiotípicos, y receptores sintéticos.

Esta estrategia de diseño de antivirales puede resultar muy costosa. El proceso mediante el cual se generan anticuerpos antiidiotipo aún no se conoce completamente, y tiene una farmacocinética muy pobre.
Una etapa muy temprana de las infecciones víricas sucede cuando los virus se sujetan y entran en la célula huésped. Varias sustancias "entrada-inhibidores" o "entrada-bloqueantes" se están desarrollando para luchar contra el virus de la inmunodeficiencia humana. El VIH principalmente ataca el sistema inmune de los glóbulos blancos conocidos como "linfocitos T" e identifica a estas células objetivo a través de células-T receptoras superficiales designadas como "CD4" y "CCR5". Los intentos de interferir el enlace del VIH con el receptor CD4 han fallado para parar la infección de los linfocitos-T, pero las investigaciones continúan intentando interferir con el enlace del VIH al receptor CD5 con la esperanza de que sea más efectivo.
Sin embargo, dos bloqueadores de entrada, la amantadina y la rimantadina, han sido introducidos para combatir la gripe y los investigadores están trabajando en sustancias inhibidoras de entrada de los virus para combatir los virus de la hepatitis B y C.
Un bloqueador de entrada es el pleconaril. El pleconaril trabaja contra los rhinovirus, que causan el resfriado común, bloqueando una bolsa en la superficie del virus que controla el proceso de incubación. Esta bolsa aparece en muchas variedades de rhinovirus y enterovirus, que pueden causar diarrea, meningitis, conjuntivitis y encefalitis.
Una segunda alternativa es centrarse en los procesos que sintetizan los componentes del virus antes de invadir la célula. Un camino es desarrollar «nucleótidos o análogos nucleósidos» que se parecen a los bloques que construyen el ARN y del ADN, pero interfiere con las enzimas que sintetizan el ARN o el ADN una vez que el análogo es incorporado.
El primer antivírico exitoso, el aciclovir, es un análogo a los nucleósidos y es efectivo contra la familia Herpesviridae. La primera sustancia antiviral en ser aprobada para tratar el VIH, la zidovudina (AZT), es también un nucleósido análogo.
Un mejor conocimiento de la acción de la transcriptasa inversa ha conducido a mejores análogos a nucleósidos para tratar las infecciones del VIH. Uno de estos medicamentos, la lamivudina, ha sido aprobado para tratar la hepatitis B, que utiliza la transcriptasa inversa como parte de su proceso de replicación. Los investigadores han ido más lejos y han desarrollado inhibidores que no parecen nucleósidos, pero pueden seguir bloqueando la transcriptasa inversa.
Otros objetivos a ser considerados por los antivirales VIH incluyen la ribonucleasa H, que es un componente de la transcriptasa inversa que rompe el ADN sintetizado del ARN viral original y la integrasa, que empalma el ADN sintetizado con el genoma de la célula huésped.
Una vez que un genoma de un virus está operativo en una célula huésped, genera moléculas ARN mensajero (ARNm) que dirigen la síntesis de proteínas virales. El proceso de producción de ARNm es iniciado por las proteínas conocidas cómo factor de transcripción. Varios antivíricos están siendo diseñados actualmente para bloquear el solape de factores de transcripción al ADN viral.
La genómica no sólo ha ayudado a encontrar objetivos para muchos antivíricos, ha provisto las bases para un completamente nuevo tipo de medicamento, basado en moléculas antisensibilidad. Estos son segmentos de ADN o ARN que son designados como «imágenes especulares» para secciones críticas de genomas virales y el enlace de estos segmentos antisensibilidad a estas secciones objetivo bloquean la operación de estos genomas. Un medicamento antisensibilidad fosforotiato llamado fomivirsen se ha introducido, usado para tratar infecciones oculares en pacientes de sida causadas por el citomegalovirus y otros antivirales antisensibilidad se están investigando. Un tipo de estructura antisensibilidad que se ha probado especialmente válido en investigación es el Morfolino antisensibilidad. Los Morfolino se han utilizado experimentalmente para suprimir muchos tipos de virus como los calicivirus, los flavivirus (como el WNV, el dengue y el HCV) y los coronavirus y están actualmente en desarrollo clínico.
Otra técnica aún más enrevesada inspirada por los genómicos es un conjunto de medicamentos basados en ribozimas, que son enzimas que hacen trizas el ARN o el ADN viral en determinados lugares. Según el orden natural de las cosas, las ribozimas se utilizan como parte de la secuencia de manufacturación viral, pero estas ribozimas sintéticas están diseñadas para destrozar el ARN y el ADN en ciertos logares que las deshabilita.
Una ribozima antiviral para tratar la hepatitis C está en etapa de pruebas y se están desarrollando ribozimas antivirales para tratar el VIH. Una variación interesante de esta idea es la utilización de células genéticamente modificadas que pueden producir ribozimas adaptadas personalmente. Esto es parte de un esfuerzo mayor para crear células genéticamente modificadas que puedan ser inyectadas en pacientes para atacar patógenos por generación especializada de proteínas que bloquean la replicación viral en varias fases del ciclo de vida de los virus.
Algunos virus incluyen una enzima conocida como proteasa que destruye las cadenas de proteínas virales para que ellas se puedan ensamblar en su configuración final. El VIH incluye una proteasa y por ello investigaciones considerables se han realizado para encontrar «inhibidores de proteasa» para atacar el VIH en dicha fase de su ciclo de vida. Los inhibidores de proteasa estuvieron disponibles en los años 1990 y han probado su efectividad, aunque pueden tener extraños efectos secundarios, por ejemplo causando la aparición de grasa en sitios inusuales. Los inhibidores de proteasa mejorados están ahora en desarrollo.
La etapa final del ciclo de vida de un virus es la aparición de virus completos de la célula huésped y este paso ha sido tomado como objetivo por los desarrolladores de antivirales. Dos medicamentos llamados zanamivir (Relenza) y oseltamivir (Tamiflu) que han sido introducidos recientemente para tratar la gripe previenen el lanzamiento de partículas víricas bloqueando una molécula llamada neuraminidasa que se encuentra en la superficie de los virus de la gripe y también parece ser constante a través de un amplio rango de variedades de gripe.
Una segunda categoría de tácticas para luchar contra los virus implica animar al sistema inmune para atacarles, más que atacarles directamente. Algunos antivirales de este tipo no se basan en un patógeno específico, en vez de estimular el sistema inmune para atacar a una gama de patógenos.
Una de las sustancias de esta clase más conocidas son los interferones, que inhiben la síntesis viral en células infectadas. Una forma de interferón humano llamada «interferón alfa» está establecida como un tratamiento para la hepatitis B y C y otros interferones están también siendo investigados como tratamientos para varias enfermedades.
Una alternativa más específica es sintetizar anticuerpos, las proteínas moleculares que pueden enlazarse a un patógeno y le marcan para atacar a otros elementos del sistema inmune. Una vez que los investigadores identifiquen un objetivo particular en el patógeno, pueden sintetizar ciertas cantidades de idénticos anticuerpos «monoclonales» para enlazarlos al objetivo. Una sustancia monoclón está vendiéndose actualmente para ayudar a luchas contra el virus sincitial respiratorio en bebés y otro probándose como un tratamiento para la hepatitis B.
Los exámenes de los genomas de virus y la comparación con el genoma humano muestran que algunos son enrevesados, generando proteínas que imitan a las utilizadas por el sistema inmune humano, confundiendo la respuesta del sistema inmunitario. Los investigadores están ahora buscando antivirales que puedan reconocer estas proteínas intrusas y deshabilitarlas.
Todos los medicamentos diseñados para luchar contra los patógenos tienen un problema común: a largo plazo, los patógenos evolucionan adquiriendo resistencia a los medicamentos. Esto significa que ningún antivírico será una solución permanente. De hecho, la estructura de un antivírico tendrá que ser modificada según cambie su patógeno.
Así es la naturaleza del juego. Sin embargo, los antivirales están prometiendo actualmente ser la mayor innovación en farmacia desde la introducción de los antibióticos durante la Segunda Guerra Mundial y prometen ser un gran paso hacia adelante en el campo de la salud.

## Características de un antiviral
Para que un fármaco antiviral sea considerado para el tratamiento de una infección vírica debe cumplir ciertos requisitos indispensables. El fármaco debe ser específicamente activo contra el virus «objetivo», inhibiendo algún paso esencial de su metabolismo y debe poder debilitar a las cepas resistentes que puedan surgir. Además, debe tener ciertos parámetros que permitan al fármaco ser de alta biodisponibilidad oral, rápida penetración en los tejidos infectados y atóxicos para las células normales y el organismo en general a corto y largo plazo. El fármaco debe ser transformado a su forma activa solamente en células infectadas, debe ser excretado sin ser metabolizado o sin generar metabolitos tóxicos, y debe tener baja frecuencia de administración. Finalmente, el fármaco debe tener bajo costo para que pueda estar disponible para toda la población. Todas estas características, entre otras, dificultan el descubrimiento de nuevos fármacos efectivos para el tratamiento de las enfermedades víricas.